# Ole Edvart Rolvaag
Ole Edvart Rølvaag (Dønna, 22 aprile 1876 – Northfield, 5 novembre 1931) è stato uno scrittore statunitense.

## Biografia
Ole Edvart Rølvaag nacque in un piccolo villaggio di pescatori a Dønna, in Norvegia, con il nome di Ole Edvart Pedersen, uno dei sette figli di Peder Benjamin Jakobsen and Ellerine Pedersdatter Vaag. Il villaggio in cui nacque non aveva un nome, ma fu identificato con quello di Rølvaag, una vicina baia nell'area nord-ovest dell'isola in cui i pescatori lasciavano le loro barche. All'età di 14 anni si unì al padre e ai fratelli come pescatore. Rimase nel villaggio natale fino a 20 anni, quando raggiunse negli Stati Uniti uno zio che era emigrato lì anni prima. Arrivò quindi nel Dakota del Sud dove lavorò come bracciante per due anni.
Nel 1898 si iscrisse alla Augustana Academy, diplomandosi tre anni dopo. Nel 1905 si laurea al Saint Olaf College in Minnesota e nel 1910 consegue un master. Nel 1908 sposa Jennie Marie Berdahl ottenendo la cittadinanza statunitense.
Rølvaag morì nel 1931 a Northfield.

## Carriera
Rølvaag iniziò a scrivere in lingua norvegese, anche se lo stile e le tematiche richiamano la letteratura americana. La sua opera più famosa è Giganti sulla Terra: scritto inizialmente in norvegese e poi tradotto in inglese, il romanzo è incentrato sull'esperienza dei pionieri norvegesi giunti nelle pianure del Dakota del Sud negli anni '80 del XIX secolo.